# Рождественский монастырь (Солигалич)
Рожде́ственский монастырь — упразднённый женский православный монастырь в городе Солигаличе. Основан в середине XVII века стараниями царицы Марии Ильиничны Милославской, выросшей неподалёку от Солигалича супруги царя Алексея Михайловича.
Сохранился собор Рождества Богородицы (ныне городской). Его строительство, начатое в 1668 году, было остановлено в связи со смертью Марии Милославской (1669) и прекращением её пожертвований монастырю. Более 100 лет храм стоял недостроенный, так что на его стенах успели вырасти деревья, пока в 1792 не было решено завершить его возведение на средства прихожан.
Освящен собор был в 1805 году. Закрыт в 1925 году. В 1927—2000 годах в здании располагался краеведческий музей имени Г. И. Невельского. В марте 2004 года собор был передан Костромской и Галичской епархии, после чего начались ремонтные работы.
Собор имеет четыре престола. На верхнем этаже главный Богородицерождественский (летний) и Христорождественский (зимний). Внизу под зимним — Покровский, под колокольней — придел Авраамия Городецкого. В интерьере сохранился резной иконостас 1826—27 годов.